# Rodolfo Zelaya
Rodolfo Antonio "Fito" Zelaya García (Usulután, El Salvador, 3 de julio de 1988) es un exfutbolista salvadoreño, se desempeñó como delantero y su último club es el Alianza Futbol Club. Actualmente es el segundo goleador histórico de la Selección de fútbol de El Salvador.
Zelaya comenzó su carrera futbolística en 2004 con el Club Deportivo San Rafael, en el que militó durante un año. La siguiente temporada fue fichado por el Atlético La Merced.
Posteriormente fue fichado por un equipo de la Segunda División de El Salvador, el A.D.I. Intipucá. Después de dos años con el Intipucá, captó la atención de Vladan Vićević, quien en ese entonces era entrenador del Club Deportivo Chalatenango. Zelaya impresionó a la afición en su primera temporada disputada con el conjunto norteño, convirtiéndose en una de las promesas del fútbol salvadoreño.
En su última declaración con 33 años de edad, dice haber cerrado el tema con la selección, y que no piensa en volver a jugar, siendo su prioridad su equipo actual Alianza.
El 23 de enero de 2025 anunció su retiro profesional luego de rescindir su contrato con Alianza Fútbol Club.

## Trayectoria

### Alianza F. C.
En el 2008 fue firmado por el Alianza FC, después de que el anterior presidente del Chalatenango, Lisandro Pohl, cambiara de presidencia, llevándose consigo varias figuras de dicho club. 
El 15 de junio de 2009, después de buenas actuaciones con el Alianza como en la selección salvadoreña, en la que además aportó dos goles en el juego de vuelta para que el cuadro albo salvara la categoría de primera división en partidos de repechaje ante El Roble, fue cedido en préstamo al Club León de la Liga de Ascenso de México junto a sus compatriotas Christian Castillo y Julio Martínez. El 3 de diciembre de ese mismo año, el León hizo válida la opción de compra, pero retornó el 12 de diciembre al Alianza cedido en préstamo, y disputó el Clausura 2010. Posteriormente, el día 28 de mayo sería cedido nuevamente al Atlante UTN, pero volvió al Alianza para el Torneo Apertura 2010.
Ese campeonato encabezó la tabla de goleadores con nueve anotaciones junto a Alexander Campos del Atlético Balboa, pero el aliancista fue reconocido con el trofeo Hombre Gol del periódico El Gráfico. Repitió el liderato de goleo el Torneo Clausura 2011, esta vez de manera solitaria con 13 anotaciones, uno por encima del panameño-salvadoreño Nicolás Muñoz. Asimismo, ese mismo certamen logró su primer título de campeón en su carrera, y en la final anotó los dos goles de la victoria del conjunto albo sobre el FAS (2-1).
Actualmente es el máximo goleador de  Alianza FC con 100 goles, siendo el máximo goleador de dicho club. Al parecer este sería el único club donde podía sobresalir y sentirse cómodo.

### F.C. Alania Vladikavkaz
En julio de 2011, el jugador salvadoreño, gracias a su buena participación en la Copa de Oro, generó el interés del Houston Dynamo para ficharle, pero no prosperó porque Zelaya no estuvo de acuerdo con el salario ofrecido. Se fue a préstamo al club FC Alania Vladikavkaz de la Liga Premier de Rusia por 6 meses con promesa de compra, a partir de enero de 2012. Con este equipo se convirtió en el segundo salvadoreño en participar en una eliminatoria europea de clubes, cuando el 18 de agosto enfrentó al Beşiktaş turco en la cuarta ronda previa de la UEFA Europa League 2011-12.
En el mes de octubre, el club ruso anunció la extensión de su contrato por cuatro temporadas, a pesar de solo haber marcado un gol en sus presentaciones. Sin embargo, el presidente de la entidad resaltó las cualidades de Zelaya, de quien se refirió como un “delantero inteligente, rápido y técnico”. El día 4 de noviembre marcó un doblete con el club, dando la victoria 2-1 sobre el FC Mordovia Saransk, aunque tras marcar el segundo gol el jugador terminó lesionado de los ligamentos de la rodilla izquierda. De acuerdo al parte médico su recuperación tardaría de ocho a nueve meses. A pesar de todo, recibió dos reconocimientos como el mejor jugador del año 2011: uno por parte del club ruso, a través de una votación que se llevó a cabo en el sitio web de la entidad; y el otro del periódico El Diario de Hoy. A finales de ese año, fue confirmado la estadía del jugador por otros seis meses en el equipo.
Con la ausencia de Zelaya, el Alania logró el ascenso a la Liga Premier de Rusia para la temporada 2012-13.

### Retorno al Alianza
A pesar de encontrarse en proceso de recuperación, para junio de 2012 el equipo ruso decidió no extender el contrato de Zelaya, por lo que retornó al equipo Alianza para el Torneo Apertura de ese año. Su primer juego lo realizó en la novena jornada, y anotó el gol de la victoria ante el Atlético Marte. Anotaría tres ocasiones más en el resto del campeonato, y llegó al primer juego de la semifinal ante FAS. Al inicio de dicho partido recibió una polémica tarjeta roja al minuto 20. Sin embargo, logró jugar 97 minutos de la final que el equipo capitalino perdió ante el Isidro Metapán en la tanda de penaltis.

### Retorno al Alania
En el mes de enero de 2013, se trasladó nuevamente al Alania de Rusia, y firmó un contrato por seis meses. En ese momento el equipo se encontraba en el penúltimo lugar de la tabla de posiciones de la Liga Premier. De hecho, Alania acabó descendido, mientras que por los pocos minutos en el terreno de juego, Zelaya decidió retornar a El Salvador.

### Suspensión
Zelaya participó en el Torneo Apertura 2013 en tres juegos con el equipo Alianza. Sin embargo, ese mismo año surgió el escándalo de amaños en juegos de la selección nacional salvadoreña, y en una entrevista brindada al programa E:60 de ESPN Deportes en el mes de agosto, expresó que había estado presente en dos reuniones en las que se confabulaba el arreglo de juegos del combinado cuscatleco, pero que él nunca aceptó recibir dinero. Tras una investigación de la Federación Salvadoreña de Fútbol, el día 20 de septiembre fueron suspendidos catorce jugadores de por vida por decisión de dicho organismo, mientras que Zelaya junto a otros tres futbolistas se sometió a otros veinte días de investigación. El 10 de octubre, la federación decidió suspenderlo por un año de toda actividad relacionada con el fútbol
.
Zelaya recibió su primer llamado a la selección salvadoreña el 23 de abril de 2008 para un partido amistoso contra China. Anotó su primer gol con el seleccionado salvadoreño el 6 de septiembre de 2008 en un partido de clasificación para la Copa Mundial de Fútbol de 2010 ante Haití, en donde también anotó su primer hat trick como internacional, al anotar los tres primeros goles de la goleada por 5-0.
Durante la clasificación de Concacaf para la Copa Mundial de Fútbol de 2010, anotó cuatro goles; y en la clasificación de Concacaf para la Copa Mundial de Fútbol de 2014, encajó dos anotaciones en la segunda ronda del torneo, y debió interrumpir su participación debido a la lesión en la rodilla.
En la Copa de Oro de la Concacaf, debutó en la edición del 2011 en la que marcó en cuatro ocasiones. También se agenció otros cuatro goles —todos los anotados por la selección centroamericana— en el 2013, donde tuvo una destacada primera fase con tres tantos, y en la que mostró una buena movilidad en la cancha y buscó con insistencia las opciones de gol. En la fase de cuartos de final de este torneo aportó un tanto más con un penalti a lo Panenka en la derrota de la selecta por 1-5 ante los Estados Unidos.

### Los Ángeles F.C.
En el mes de enero de 2019, fichó por Los Ángeles F.C., de la MLS, en el cual jugó 4 partidos en los cuales logró anotar 1 gol en partido de Liga contra el Sporting Kansas City, en su tercer partido por su paso en Los Ángeles.

### Préstamo a Las Vegas Lights F.C.
En el mes de agosto de 2019, fue cedido en préstamo a Las Vegas Lights F.C., equipo de la USL Championship de Segunda División de Estados Unidos.

### Regreso a México
En enero de 2020, Rodolfo Zelaya sale de LAFC, y llega a un club histórico como lo es Celaya F.C. del Ascenso MX, en dicho club pasaron jugadores de la talla como Emilio Butragueño, Hugo Sánchez, Michel, Diego Latorre y Alfredo Moreno.
En julio de 2020 el Club Celaya F.C y el jugador llegaron a un común acuerdo para rescindir el contrato del jugador.

## Clubes
Actualizado al último partido jugado el 26 de enero de 2025.
| Club Deportivo Chalatenango · El Salvador     | 1.ª                 | 2007-08             | 17  | 8   | - | - | -  | - | 17  | 8   |
| Club Deportivo Chalatenango · El Salvador     | Total               | Total               | 17  | 8   | 0 | 0 | 0  | 0 | 17  | 8   |
| Alianza Fútbol Club · El Salvador             | 1.ª                 | 2008-09             | 29  | 18  | - | - | -  | - | 29  | 18  |
| Alianza Fútbol Club · El Salvador             | Total               | Total               | 29  | 18  | 0 | 0 | 0  | 0 | 29  | 18  |
| Club León · México                            | 2.ª                 | 2009                | 10  | 1   | - | - | -  | - | 10  | 1   |
| Club León · México                            | Total               | Total               | 10  | 1   | 0 | 0 | 0  | 0 | 10  | 1   |
| Alianza Fútbol Club · El Salvador             | 1.ª                 | 2010                | 14  | 5   | - | - | -  | - | 14  | 5   |
| Alianza Fútbol Club · El Salvador             | 1.ª                 | 2010-11             | 41  | 26  | - | - | -  | - | 41  | 26  |
| Alianza Fútbol Club · El Salvador             | Total               | Total               | 55  | 31  | 0 | 0 | 0  | 0 | 55  | 31  |
| FC Alania Vladikavkaz · Rusia                 | 2.ª                 | 2011-12             | 13  | 3   | - | - | 2  | 0 | 15  | 3   |
| FC Alania Vladikavkaz · Rusia                 | Total               | Total               | 13  | 3   | 0 | 0 | 2  | 0 | 15  | 3   |
| Alianza Fútbol Club · El Salvador             | 1.ª                 | 2012                | 10  | 4   | - | - | -  | - | 10  | 4   |
| Alianza Fútbol Club · El Salvador             | Total               | Total               | 10  | 4   | 0 | 0 | 0  | 0 | 10  | 4   |
| FC Alania Vladikavkaz · Rusia                 | 1.ª                 | 2013                | 1   | 0   | - | - | -  | - | 1   | 0   |
| FC Alania Vladikavkaz · Rusia                 | Total               | Total               | 1   | 0   | 0 | 0 | 0  | 0 | 1   | 0   |
| Alianza Fútbol Club · El Salvador             | 1.ª                 | 2013                | 3   | 0   | - | - | -  | - | 3   | 0   |
| Alianza Fútbol Club · El Salvador             | Total               | Total               | 3   | 0   | 0 | 0 | 0  | 0 | 3   | 0   |
| Alianza Fútbol Club · El Salvador             | 1.ª                 | 2014-15             | 25  | 4   | - | - | -  | - | 25  | 4   |
| Alianza Fútbol Club · El Salvador             | 1.ª                 | 2015-16             | 40  | 15  | - | - | -  | - | 40  | 15  |
| Alianza Fútbol Club · El Salvador             | 1.ª                 | 2016-17             | 44  | 21  | - | - | 3  | 0 | 47  | 21  |
| Alianza Fútbol Club · El Salvador             | 1.ª                 | 2017-18             | 36  | 20  | - | - | 4  | 3 | 40  | 23  |
| Alianza Fútbol Club · El Salvador             | 1.ª                 | 2018                | 24  | 19  | - | - | -  | - | 24  | 19  |
| Alianza Fútbol Club · El Salvador             | Total               | Total               | 169 | 79  | 0 | 0 | 7  | 3 | 176 | 82  |
| Los Angeles Football Club Estados Unidos      | 1.ª                 | 2019                | 4   | 1   | 1 | 0 | -  | - | 5   | 1   |
| Los Angeles Football Club Estados Unidos      | Total               | Total               | 4   | 1   | 1 | 0 | 0  | 0 | 5   | 1   |
| Las Vegas Lights Football Club Estados Unidos | 2.ª                 | 2019                | 2   | 0   | - | - | -  | - | 2   | 0   |
| Las Vegas Lights Football Club Estados Unidos | Total               | Total               | 2   | 0   | 0 | 0 | 0  | 0 | 2   | 0   |
| Celaya Fútbol Club · México                   | 2.ª                 | 2020                | 6   | 2   | 1 | 0 | -  | - | 7   | 2   |
| Celaya Fútbol Club · México                   | Total               | Total               | 6   | 2   | 1 | 0 | 0  | 0 | 7   | 2   |
| Alianza Fútbol Club · El Salvador             | 1.ª                 | 2020-21             | 27  | 16  | - | - | 1  | 1 | 28  | 17  |
| Alianza Fútbol Club · El Salvador             | 1.ª                 | 2021-22             | 42  | 17  | - | - | 2  | 0 | 44  | 17  |
| Alianza Fútbol Club · El Salvador             | 1.ª                 | 2022-23             | 16  | 7   | - | - | 4  | 2 | 20  | 9   |
| Alianza Fútbol Club · El Salvador             | 1.ª                 | 2023-24             | 24  | 7   | - | - | 2  | 0 | 26  | 7   |
| Alianza Fútbol Club · El Salvador             | 1.ª                 | 2024-25             | 3   | 0   | - | - | -  | - | 3   | 0   |
| Alianza Fútbol Club · El Salvador             | Total               | Total               | 112 | 47  | 0 | 0 | 9  | 3 | 121 | 50  |
| Total en su carrera                           | Total en su carrera | Total en su carrera | 431 | 194 | 2 | 0 | 18 | 6 | 451 | 200 |
| (2) No incluye goles en partidos amistosos.   |                     |                     |     |     |   |   |    |   |     |     |

Segunda División de El Salvador
| Club                     | País        | Año         | Partidos | Goles |
| ------------------------ | ----------- | ----------- | -------- | ----- |
| CD Alacrán               | El Salvador | 2001        |          |       |
| C.D. Maracaná San Rafael | El Salvador | 2004        | 14       | 5     |
| Atlético La Merced       | El Salvador | 2004 - 2005 | 38       | 18    |
| ADI F.C.                 | El Salvador | 2005 - 2007 | 67       | 46    |
| Total:                   | Total:      | Total:      | 119      | 69    |

### Selección nacional
| Selección                                      | Año                 | Partidos | Goles |
| ---------------------------------------------- | ------------------- | -------- | ----- |
| El Salvador                                    |                     |          |       |
| 2008                                           | 10                  | 4        |       |
| 2009                                           | 12                  | 0        |       |
| 2010                                           | 2                   | 2        |       |
| 2011                                           | 7                   | 7        |       |
| 2012                                           | 1                   | 0        |       |
| 2013                                           | 5                   | 4        |       |
| 2014                                           | 0                   | 0        |       |
| 2015                                           | 0                   | 0        |       |
| 2016                                           | 0                   | 0        |       |
| 2017                                           | 11                  | 4        |       |
| 2018                                           | 0                   | 0        |       |
| 2019                                           | 5                   | 2        |       |
| Total en su carrera                            | Total en su carrera | 53       | 23    |
| Estadísticas hasta el 17 de noviembre de 2019. |                     |          |       |

## Palmarés

### Campeonatos nacionales
| Título                 | Club                      | País           | Año  |
| ---------------------- | ------------------------- | -------------- | ---- |
| Torneo Clausura        | Alianza                   | El Salvador    | 2011 |
| Torneo Apertura        | Alianza                   | El Salvador    | 2015 |
| Torneo Apertura        | Alianza                   | El Salvador    | 2017 |
| Torneo Clausura        | Alianza                   | El Salvador    | 2018 |
| MLS Supporters' Shield | Los Angeles Football Club | Estados Unidos | 2019 |
| Torneo Apertura        | Alianza                   | El Salvador    | 2020 |
| Torneo Apertura        | Alianza                   | El Salvador    | 2021 |
| Torneo Clausura        | Alianza                   | El Salvador    | 2022 |
| Torneo Clausura        | Alianza                   | El Salvador    | 2024 |

### Distinciones individuales
| Distinción                                                                                  | Año       |
| ------------------------------------------------------------------------------------------- | --------- |
| Goleador del Torneo Apertura junto con Alexander Campos (9 goles)                           | 2010      |
| Goleador del Torneo Clausura (13 goles)                                                     | 2011      |
| Jugador del año - FC Alania Vladikavkaz                                                     | 2011      |
| Jugador del año - El Diario de Hoy                                                          | 2011      |
| Futbolista más popular de Concacaf - IFFHS                                                  | 2012      |
| Goleador del Torneo Apertura Junto con David Rugamas (12 goles)                             | 2015      |
| Goleador del Torneo Apertura (14 goles)                                                     | 2018      |
| Máximo goleador en finales de Primera División de El Salvador (7 goles) (récord compartido) | 2011-2021 |